# Ludwig Verduyn
Ludwig Verduyn (Waregem, 24 november 1960) is een Belgische journalist. 

## Levensloop
Verduyn startte zijn carrière bij het maandblad Metro, en na een passage bij het economisch dagblad De Financieel-Economische Tijd kwam hij midden de jaren 90 bij De Morgen terecht. Hij werd er in 1993 hoofdredacteur in samenwerking met Jules Hanot. In 1999 nam hij ontslag na een artikel waarin beweerd werd dat toenmalig minister van Financiën Didier Reynders een 'zwarte' rekening had bij KB Lux. Verduyn werd hiervoor veroordeeld tot een boete van 6000 euro.
Hij was stichter en hoofdredacteur van de Vlaamse nieuwszender Actua-TV (het huidige Vlaams Parlement TV).

## De Rijkste Belgen
In 2000 werd de eerste editie van De Rijkste Belgen gepubliceerd in Humo. In 2000 en 2012 verscheen de lijst in boekvorm. Sinds 2015 wordt de lijst op de website De Rijkste Belgen gepubliceerd; het grote voordeel van deze online lijst is dat deze continu van updates kan worden voorzien.